# Болотский (Судогодский район)
Болотский — посёлок в Судогодском районе Владимирской области России, входит в состав Андреевского сельского поселения.

## География
Посёлок расположен в 5 км на север от центра поселения посёлка Андреево и 22 км на восток от райцентра Судогды. В 5 км от посёлка на территории бывшего Дюкинского карьера расположен комплексный природный Дюкинский заказник. 

## История
Возник в начале XX века как посёлок при разработке Дюкинского известнякового карьера. В 1926 году в посёлке числилось 31 хозяйство. 
С 1929 года посёлок входил в состав Андреевского сельсовета Судогодского района, с 1947 года — в административном подчинении рабочего посёлка Андреево, с 2005 года — в составе Андреевского сельского поселения.

## Население
| 1926 | 2010 | 2021 |
| ---- | ---- | ---- |
| 147  | ↗694 | ↘551 |

## Инфраструктура
В посёлке имеются фельдшерско-акушерский пункт, сельский дом культуры